# Volo Linjeflyg 618
Il volo Linjeflyg 618 è noto per l'incidente occorso ad un Vickers Viscount 838 durante l'avvicinamento all'aeroporto di Stoccolma-Bromma alle 09:05 del 15 gennaio 1977. Tutte le ventidue persone a bordo dell'aereo morirono quando precipitò nei pressi di Kälvesta a Stoccolma, in Svezia. Il servizio nazionale da Malmö via Kristianstad, Växjö e Jönköping era operato dalla compagnia aerea Skyline per conto della Linjeflyg nell'ambito dei servizi di linea nazionali di quest'ultima. L'incidente era stato causato dalla formazione di ghiaccio atmosferico sullo stabilizzatore orizzontale. La scarsa potenza in due dei motori aveva causato un funzionamento ridotto del sistema di sghiacciamento, causando un accumulo di ghiaccio. La formazione di ghiaccio fece perdere il controllo del beccheggio e l'aereo entrò in picchiata, distruggendosi al suolo e uccidendo tutti.

## Il volo
A causa dei ritardi nella consegna dei loro nuovi Fokker F28 Fellowship, la Linjeflyg iniziò, nel 1975, a effettuare dei voli in wet lease da parte della Skyline. In quel periodo la compagnia aerea si serviva di tre Vickers Viscount, utilizzando i suoi equipaggi e i suoi aerei, ma con i codici di volo della Linjeflyg e noleggiati secondo una tariffa oraria. Durante la fine degli anni '70 Linjeflyg rappresentava la maggior parte dei guadagni di Skyline.
Il volo 618 era un volo interno partito il 15 gennaio 1977. Veniva operato utilizzando un Vickers Viscount 838 con codice di registrazione SE-FOZ e numero di serie 372. L'aereo era stato acquistato usato da Skyline nel 1976 per sostituire un Viscount più piccolo, di tipo 784. Con il primo volo eseguito nel 1961, aveva volato per 12.208 ore al momento dell'incidente. Il volo 618 doveva volare dall'aeroporto di Malmö-Sturup all'aeroporto di Stoccolma-Bromma, con scali intermedi all'aeroporto di Kristianstad e a quelli di Växjö-Småland e all'aeroporto di Jönköping. Il volo iniziò normalmente fino alla discesa a Stoccolma-Bromma. In quel momento c'erano a bordo diciannove passeggeri e un equipaggio di tre persone, incluso il famoso giocatore di ping-pong Hans Alsér.

## L'incidente
Durante il volo i motori numero due e tre funzionarono a potenza ridotta per diverso tempo, facendo scendere la temperatura del sistema di sghiacciamento al di sotto del minimo indispensabile. Lo stabilizzatore orizzontale era quindi soggetto alla formazione di ghiaccio atmosferico. I piloti se ne accorsero ad un'altitudine di 350 metri (1.150 piedi) quando sentirono di perdere il controllo del beccheggio. L'aereo entrò in picchiata e precipitò in un parcheggio a Kälvesta, un quartiere di Stoccolma. L'impatto avvenne alle 09:05 ora locale, a 4,5 chilometri (2,8 miglia) dalla soglia della pista di Bromma. Tutti a bordo persero la vita.

## L'indagine
Il governo svedese aprì un'indagine completa sulle cause dell'incidente. L'indagine è giunta alle seguenti conclusioni:

## Conseguenze
Un problema dopo l'incidente fu il rapporto tra Linjeflyg e Skyline. Le piccole dimensioni di quest'ultima erano preoccupanti, perché significava che era priva del necessario per gestire un incidente grave. Linjeflyg si prese così la maggior parte della gestione dei problemi associati poiché si trattava di un loro volo.
Skyline noleggiò un Viscount 814D, con codice di registrazione G-AZNH, in sostituzione dell'aereo distrutto. Questo affitto durò per alcuni mesi, prima che il contratto della Skyline con Linjeflyg terminasse con la consegna degli F28. Poco dopo Skyline dichiarò bancarotta.